# Service-dominant logic
Le Service-dominant logic (ou SDL / logique S-D) est une approche marketing selon laquelle la valeur d'un bien dépend du service qu'il propose à son bénéficiaire. Elle s'est développée en une théorie sur la co-création de valeur dans les réseaux.
À titre d'exemple, du point de vue de la Service-dominant logic, la valeur d'un réfrigérateur ne dépend pas de ses spécificités strictement matérielles (capacité de réfrigération), mais du service qu'il fournit à son utilisateur (garantir la conservation des aliments) et des bénéficiaires (profiter d'un vin frais ou de savoir que vous pouvez toujours offrir un vin frais).

## Historique et L'essence
Le terme a été défini par Stephen Vargo et Robert Lusch dans l'article Evolving to a New Dominant Logic for Marketing publié en 2004 dans le Journal of Marketing. 
Le SDL (ou logique S-D) est l'expression d'une réalité relativement banale avant l’ère industrielle. En effet, les personnes qui avaient un besoin ne pouvaient le satisfaire à partir d'une offre de masse et se dirigeaient vers une co-production locale (famille, communauté, etc.) Ainsi, la valeur d'usage d'un objet ou d'un service avait plus de sens que sa valeur d'échange qui correspond davantage à une logique de marché. L'ère post-industrielle actuelle voit un nouvel effacement des frontières entre production et consommation ainsi qu'une approche plus collaborative de la distribution des biens et services. Le SDL traduit ce retour à la valeur d'usage. La logique S-D a été développée pour surmonter les défauts de la logique dominante des biens ('goods-dominant' ou logique G-D), qui consiste à ajouter de la valeur aux étapes de production et à partir des primes de vente sans tenir compte des utilisateurs, et pour surmonter la division produit-service dans la recherche.

## Prémisses fondamentaux
La logique S-D est basée sur prémisses fondamentaux (FP), dont huit ont été publiés dans l'article original de Vargo et Lusch dans le Journal of Marketing en 2004. Depuis lors, deux locaux supplémentaires ont été ajoutés, qui sont apparus pour la première fois dans un article du Journal of the Academy of Marketing Science en 2008. Les FP sont également divisés en 5 axiomes (AX) dans l'an 2016.
|            | Prémisse fondamentale                                                                                                 | Declaration |
| ---------- | --- | --- |
| FP1 (AX1)  | Les services sont la base fondamentale de l'échange                                                                   | En appliquant des ressources opérationnelles (connaissances et compétences), on crée des services qui sont à la base de tous les échanges. Les services sont échangés contre des services.                             |
| FP2        | L'échange indirect masque la base fondamentale de l'échange                                                           | Parce que les services sont fournis par une combinaison complexe de biens, d'argent et d'institutions, les services ne sont pas directement visibles en tant que base d'échange                                        |
| FP3        | Les biens sont des mécanismes de distribution de services                                                             | Les biens (permanents et non permanents) développent leur valeur grâce à leur utilité - le service qu'ils fournissent                                                                                                  |
| FP4        | Les ressources opérationnelles sont la source fondamentale de l'avantage concurrentiel                                | Les différentes capacités à provoquer un changement souhaité sont les moteurs de la compétition |
| FP5        | Toutes les économies sont des économies de services                                                                   | Les services deviennent plus évidents avec la spécialisation et l'externalisation croissantes |
| FP6 (AX2)  | Le client est toujours co-créateur de la valeur ajoutée                                                               | Implique la création de valeur comme un processus réciproque |
| FP7        | Une entreprise ne peut pas fournir un avantage, mais peut seulement faire une promesse d'avantage                     | Les entreprises peuvent exploiter leurs ressources et collaborer avec les clients qui acceptent la proposition de valeur pour saisir la valeur créée. Les entreprises ne peuvent pas créer de la valeur à elles seules |
| FP8        | Une perspective centrée sur le service est toujours orientée vers le client et relationnelle en soi                   | Étant donné que les services sont définis en termes d'avantages pour le client et sont créés conjointement, ils sont intrinsèquement orientés vers le client et relationnels                                           |
| FP9 (AX3)  | Tous les acteurs sociaux et économiques sont des intégrateurs de ressources                                           | Implique le contexte de la création de valeur via les réseaux en tant que véhicules de ressources |
| FP10 (AX4) | La prestation est déterminée exclusivement et phénoménologiquement par le bénéficiaire                                | Le bénéfice est particulier, basé sur une expérience subjective, dépendant du contexte et chargé de sens |
| FP11 (AX5) | La cocréation de valeur est coordonnée par des institutions et des arrangements institutionnels créés par les acteurs | La cocréation de valeurs suit des structures identifiables et est régie par des interactions sociales. |

## Méthodologie scientifique
De leur analyse de plus de 1 700 publications de S-D Logic Ehrenthal, Gruen et Hofstetter (2021), ils ont extrait les approches de base et les critères de qualité suivants pour la recherche de S-D Logic :
| Objectif de la recherche    | Application | Extension | Valider |
| --------------------------- | --- | --- | --- |
| Objectif spécifique         | Appliquer la logique S-D à un phénomène, un problème, etc. | Extension d'une théorie, d'un concept ou d'une méthode utilisant la logique S-D | Valider une théorie, un concept ou une méthode en utilisant la logique S-D |
| Type de recherche           | Conceptuelle | Conceptuelle/empirique | Empirique |
| Ancrage dans la logique S-D | Transfert du phénomène / problème dans la logique S-D en utilisant tous les FP, en commençant généralement par le 6e FP, en mettant en évidence le FP central si nécessaire | Identification et dépassement des limites de la logique G-D par l'utilisation de la logique S-D, utilisation de tous les FP, mise en évidence du FP central selon les besoins, attention particulière au FP1                                                                               | Ancrage holistique et description de la recherche (problème, méthode et données) en utilisant tous les FP |
| Approches de base           | Contraster la logique G-D et S-D par rapport au phénomène/problème étudié pour obtenir de nouvelles informations sur le delta identifié | Contraster la logique G-D et S-D pour identifier et éliminer les facteurs limitants (par exemple, les conditions cadres et les conditions limites) de la logique G-D | Contraster la logique G-D et S-D afin d'établir des hypothèses rivales vérifiables et de tester quelle approche permettra des déclarations / prédictions plus précises |
| Terminologie                | Définition de la terminologie minimale requise en logique S-D Éviter l'utilisation de la terminologie en logique G-D (par exemple, "clients finaux") | Définition de la terminologie minimale requise en logique S-D Éviter l'utilisation de la terminologie en logique G-D (par exemple, "clients finaux") | Définition de la terminologie minimale requise en logique S-D Éviter l'utilisation de la terminologie en logique G-D (par exemple, "clients finaux") |
| Contribution liée à l'objet | Indication explicite de la contribution principale / valeur de l'application de la logique S-D Quels sont les nouveaux aspects mis en évidence par la logique S-D et comment ? Quelles sont les implications de la logique S-D et pour qui ont-elles une signification ?                   | Indication explicite de la contribution principale / valeur de l'application de la logique S-D Quels sont les nouveaux aspects mis en évidence par la logique S-D et comment ? Quelles sont les implications de la logique S-D et pour qui ont-elles une signification ?                   | Indication explicite de la contribution principale / valeur de l'application de la logique S-D Quels sont les nouveaux aspects mis en évidence par la logique S-D et comment ? Quelles sont les implications de la logique S-D et pour qui ont-elles une signification ?                   |
| Contribution conceptuelle   | En quoi la logique S-D diffère-t-elle de la logique précédente dans le domaine de recherche concerné ? Est-ce que S-D Logic conduit à d'autres résultats, prévisions, etc. et comment ? Comment les constructions courantes, etc. changent-elles lors de l'utilisation de la logique S-D ? | En quoi la logique S-D diffère-t-elle de la logique précédente dans le domaine de recherche concerné ? Est-ce que S-D Logic conduit à d'autres résultats, prévisions, etc. et comment ? Comment les constructions courantes, etc. changent-elles lors de l'utilisation de la logique S-D ? | En quoi la logique S-D diffère-t-elle de la logique précédente dans le domaine de recherche concerné ? Est-ce que S-D Logic conduit à d'autres résultats, prévisions, etc. et comment ? Comment les constructions courantes, etc. changent-elles lors de l'utilisation de la logique S-D ? |
| Contribution méthodique     | Les défis méthodologiques peuvent-ils être surmontés en utilisant S-D Logic et comment ? Comment la logique S-D modifie-t-elle la manière dont les méthodes sont utilisées ? Comment S-D Logic permet-il de progresser méthodiquement ?                                                    | Les défis méthodologiques peuvent-ils être surmontés en utilisant S-D Logic et comment ? Comment la logique S-D modifie-t-elle la manière dont les méthodes sont utilisées ? Comment S-D Logic permet-il de progresser méthodiquement ?                                                    | Les défis méthodologiques peuvent-ils être surmontés en utilisant S-D Logic et comment ? Comment la logique S-D modifie-t-elle la manière dont les méthodes sont utilisées ? Comment S-D Logic permet-il de progresser méthodiquement ?                                                    |
| Contribution à S-D Logic    | Comment la présente recherche fait-elle progresser la logique S-D elle-même (feedback) ? Comment l'application de la logique S-D change-t-elle la façon de penser et d'agir (dans la recherche et la pratique) ?                                                                           | Comment la présente recherche fait-elle progresser la logique S-D elle-même (feedback) ? Comment l'application de la logique S-D change-t-elle la façon de penser et d'agir (dans la recherche et la pratique) ?                                                                           | Comment la présente recherche fait-elle progresser la logique S-D elle-même (feedback) ? Comment l'application de la logique S-D change-t-elle la façon de penser et d'agir (dans la recherche et la pratique) ?                                                                           |